# Čiližská Radvaň
Čiližská Radvaň (allemand : Radwans ,hongrois : Csilizradvány) est un village de Slovaquie situé dans la région de Trnava.

## Histoire
Première mention écrite du village en 1252.

## Démographie

### Évolution de la population
| Année:               | 1994. | 2004.   | 2014.   | 2024.   |
| -------------------- | ----- | ------- | ------- | ------- |
| Nombre de personnes: | 1164  | 1277    | 1188    | 1163    |
| Différence:          |       | +9,70 % | -6,96 % | -2,10 % |

| Année:               | 2023. | 2024.   |
| -------------------- | ----- | ------- |
| Nombre de personnes: | 1159  | 1163    |
| Différence:          |       | +0,34 % |